# Música do Mundo
Música do Mundo ou World Music refere-se à música tradicional de uma cultura criada e tocada por músicos relacionados a essa cultura.
O termo foi concebido por Robert E. Brown no início da década de 1960, significando uma amálgama de artes cênicas elaboradas de modo a promover a harmonia e o entendimento entre culturas. O expoente máximo da Música do Mundo, segundo a visão de Brown, era aprender as danças e estilos musicais executando-os.